# パイロットインキ
パイロットインキ株式会社（英: THE PILOT INK COMPANY, LIMITED）は、愛知県名古屋市にあるパイロットコーポレーションのグループ関連企業である。

## 概要
1948年（昭和23年）創業。
2002年（平成14年）1月に、株式会社パイロットおよびパイロットプレシジョン株式会社との共同株式移転により株式会社パイロットグループホールディングス（現・株式会社パイロットコーポレーション）を設立し同社の傘下となる。
同社では、パイロットコーポレーションが販売するボールペンやマーカー、サインペン、インクなどの製造を手がけている。また、幼児向けの知育玩具を中心に、アヒル隊長、メルちゃん、ハローキティ等のキャラクター玩具などを製造・販売していたことでも知られるが、2021（令和3年）7月1日にパイロットコーポレーションへ譲渡した。

## 事業所
- 本社（愛知県名古屋市昭和区）
- 伏見オフィス（愛知県名古屋市中区）
- 御器所工場（愛知県名古屋市昭和区）
- 東郷工場（愛知県愛知郡東郷町）
- 津工場（三重県津市）

2021年6月30日までは東京営業所（東京都台東区）も設置していた。

## 関連会社
- 株式会社パイロットコーポレーション
- 株式会社パイロットロジテム
- パイロットプリンテックス株式会社
- パイロットファインテック株式会社

## 提供番組

### 玩具譲渡まで提供していた番組
- それいけ!アンパンマンくらぶ（BS日テレ）
※毎週金曜のみ提供
- スーパー戦隊シリーズ（テレビ朝日系）
※本編終了後にヒッチハイク扱いで『メルちゃんシリーズ』『スイスイおえかき』のCMを放送している[注釈 1]。
- ドラえもん（BS朝日）
- クレヨンしんちゃん（BS朝日 かつては地上波テレビ朝日系のスポンサーであった）

### 過去
- 名探偵コナン（読売テレビ・日本テレビ系）
- まんが日本昔ばなし（2006年デジタルリマスター版）（毎日放送・TBS系）
- 〜どうぶつ冒険バラエティ〜ワンダ!（テレビ東京系）
- キョロちゃん（テレビ東京系）
- ピラメキーノ（金曜日）（テレビ東京系）
- 毎日かあさん（テレビ東京系）
- ズーブルズ!（テレビ東京系）
- ぷるるんっ!しずくちゃん あはっ☆（テレビ東京系）
- ディズニー・サンデー（テレビ東京系）